# Komitet Bezpieczeństwa Powszechnego

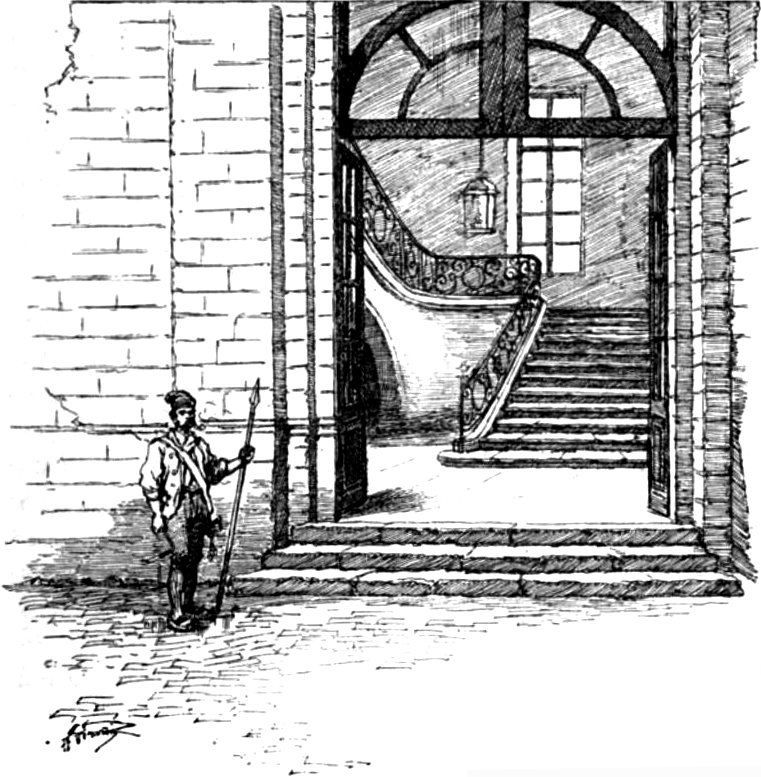
Wejście do siedziby Komitetu w 1793 r.

Komitet Bezpieczeństwa Powszechnego (fr. Comité de sûreté générale) – w okresie rewolucji francuskiej drugi obok Komitetu Ocalenia Publicznego organ wykonawczy podległy Konwentowi Narodowemu. Utworzony 2 października 1792 r. pełnił funkcję urzędu ds. policji. Realizował politykę terroru jakobinów, bezwzględnie zwalczając kontrrewolucję. Najsłynniejszymi jego działaczami byli Jean Amar i Marc Vadier; należał do niego również sławny artysta epoki Jacques-Louis David. Rozwiązany w 1795 r.